# Loudetia jaegeriana
Loudetia jaegeriana är en gräsart som beskrevs av Aimée Antoinette Camus. Loudetia jaegeriana ingår i släktet Loudetia och familjen gräs. Inga underarter finns listade i Catalogue of Life.